# Getronagan örmény gimnázium

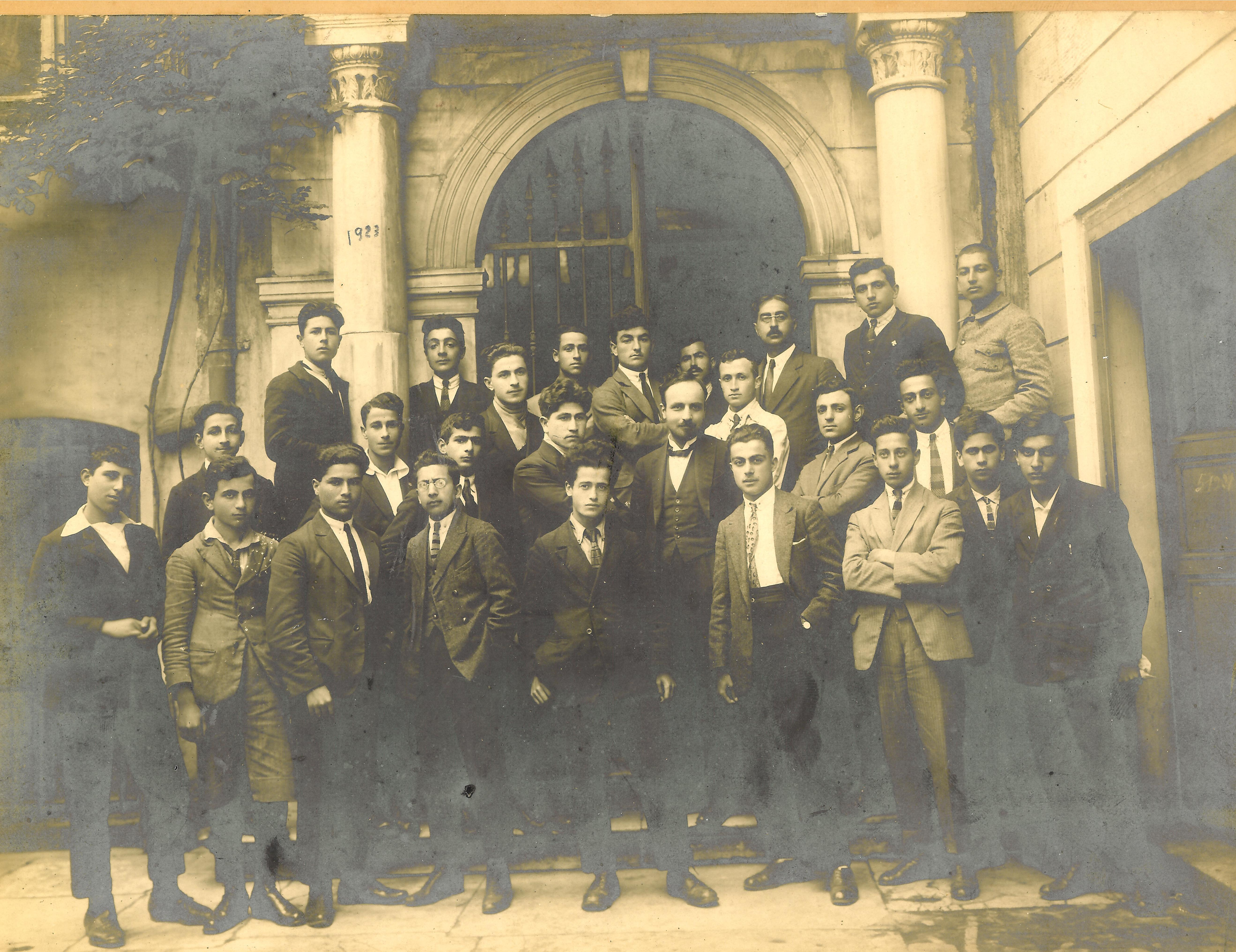
A Getronagan egyik osztálya 1923-ban, Kegham Kavafyan, mint igazgató, (Nigoghos Sarafian a képen a bal oldalon)

Getronagan egy örmény kisebbségi gimnázium (törökül: Getronagan Ermeni Lisesi) a Karaköy kerületben (Kemeralti Caddesi), Isztambul, Törökország.

## Az intézmény alapítása
Nerses Varjabetyan érsek támogatásával és felügyeletével a Getronagan gimnázium 1886. szeptember 1-jén nyitotta meg kapuit. A minden örmény katholikosza (az örmények vallási vezetője) Magar, és Harutyun Vehabetyan érsek, az isztambuli örmények pátriárkája végezte az avatási szertartást. Minas Cheraz lett az első igazgató.

## Ma
2014-től a Getronagan koedukált és 2001-ben az iskolának 182 diákja volt. Az iskola tanítási nyelve a török, de természetesen az örmény nyelv és irodalom órákon túl, az angol (kötelező), illetve fakultatív módon a francia vagy a spanyol nyelvet tanítják.

## Híres öregdiákok
- Hrachia Adjarian - nyelvész
- Vazken Andréassian - mérnök
- Şahan Arzruni - zongorista
- Hayko Cepkin - énekes
- Onnik Chifte-mondja el - író
- Arshag Chobanian - író
- Ara Guler - fotóművész
- Aram Haigaz - író
- Karekin II. Kazanjian - pátriárka
- Mıgırdiç Margosyan - író, Surp Haç
- Misak Metsarents - költő
- Sarkis Minassian - újságíró
- Kegham Parseghian - író
- Nigoghos Sarafian - író, költő
- Levon Shant - író, költő
- Léon Arthur Tutundjian - festő
- Harutyun Varpurciyan - építész
- Nishan Yaubyan - építész
- Yerukhan - író

## Híres tanárok
- Yeghia Demirjibashian - költő
- Melkon Giurdjian - író
- Hovhannes Hintliyan - tanár (igazgató)
- Zareh Kalfayan - festő
- Kegham Kavafyan - építész (fő)
- Vahan Tekeyan - író, költő (fő)
- Tovmas Terzian - író, drámaíró

## Fordítás
Ez a szócikk részben vagy egészben  a   Getronagan Armenian High School című angol Wikipédia-szócikk fordításán alapul.  Az eredeti cikk szerkesztőit annak laptörténete sorolja fel. Ez a jelzés csupán a megfogalmazás eredetét és a szerzői jogokat jelzi, nem szolgál a cikkben szereplő információk forrásmegjelöléseként.